# میلان بیشواتس
میلان بیشواتس (سیریلیک صربی: Милан Бишевац؛ زادهٔ ۳۱ اوت ۱۹۸۳) بازیکن فوتبال اهل صربستان است.
از باشگاه‌هایی که در آن بازی کرده‌است می‌توان به باشگاه فوتبال والنسین، باشگاه ورزشی لاتزیو، باشگاه فوتبال متس، باشگاه فوتبال المپیک لیون، باشگاه فوتبال پاری سن-ژرمن، باشگاه فوتبال ستاره سرخ بلگراد، و باشگاه فوتبال لانس اشاره کرد.
وی همچنین در تیم‌های ملی فوتبال زیر ۲۱ سال صربستان و صربستان بازی کرده‌است.